# Miss France 1980
Miss France 1980 est la 50e élection de Miss France. Elle a lieu à l'Hôtel Sheraton, Paris le jeudi 27 décembre 1979.
Thilda Fuller, Miss Tahiti remporte le titre et succède à Sylvie Parera, Miss France 1979. Néanmoins, après seulement 3 jours de règne celle-ci renonce à sa couronne et est remplacée par sa première dauphine Patricia Barzyk, Miss Jura. Âgée de 16 ans, elle devient ainsi la plus jeune des Miss France. Son jeune âge ne lui permettra pas de participer au concours de Miss Univers. Elle remportera le titre de première dauphine de Miss Monde à Londres, à l'issue d'un cafouillage qui verra cette année-là Miss Allemagne élue Miss Monde démissionner le lendemain de son élection. Miss Guam, première dauphine lui succède entrainant Patricia à la deuxième place car elle était initialement troisième, soit 2ème dauphine.
À la suite de sa démission, un titre est spécialement créé pour Thilda Fuller, celui de Miss France d'Outre-Mer. Elle finira dans le top 12 de l’élection de Miss Univers 1980 représentant Tahiti.
La soirée fut présentée par Louis de Fontenay, président du Comité Miss France et Pierre Loctin de Radio France.

## Liste des candidates
1. Miss Alsace : Marie-Laure Flock
2. Miss Anjou : Dominique Guilleau
3. Miss Argoat : Anne Le Maux
4. Miss Artois : Nicole Gressier
5. Miss Bocage-Normand : Béatrice Gindre
6. Miss Bourgogne : Nicole Rondière
7. Miss Bretagne : Véronique Guin
8. Miss Centre-Ouest : Sophie Parola
9. Miss Champagne : Sophie Mahiou
10. Miss Côte d'Azur : Patricia Sismondini
11. Miss Côte-de-Granit : Catherine Parera
12. Miss Côte-sud-des-Landes : Brigitte Levert
13. Miss Côte-d'Opale : Catherine Dupuy
14. Miss Doubs : Dominique Mourot
15. Miss Élégance : Réjane Dieux
16. Miss Flandres 79 : Jacqueline Houtequi
17. Miss Flandres 80 : Corinne Spebrouck
18. Miss France-Comté : Catherine Guilleux
19. Miss Grande-Motte : Véronique Crouail
20. Miss Guadeloupe : Lydie Billiotti de Gage
21. Miss Hauts-de-Seine : Pascale Fontanaud
22. Miss Jura : Patricia Barzyk
23. Miss Languedoc : Florence Dourdou
24. Miss Léman : Marielle Burquier
25. Miss Lille : Astrid Fondu
26. Miss Limousin : Catherine Laferte
27. Miss Littoral-Nord : Sylvie Penne
28. Miss Loir-et-Cher : Ghislaine Raineau
29. Miss Lorient : Claudine Gosselin
30. Miss Lorraine : Valérie Kohler
31. Miss Lyon : Magali Vouilloz
32. Miss Martinique : Jocelyne Pigeonneau
33. Miss Mayenne : Claudie Clément
34. Miss Nogeantais : Véronique Fricot
35. Miss Normandie : Patricia Ribeiro
36. Miss Paris : Béatrice Burié
37. Miss Pays-d'Ain : Martine Mercier
38. Miss Poitou : Aïcha Atmani
39. Miss Réunion : Mirose Hoarau
40. Miss Rouergue : Élisabeth Peret
41. Miss Roussillon : Brigitte Choquet
42. Miss Sarthe : Marie-Thérèse Gaulupeau
43. Miss Seine-Saint-Denis : Sylvie Zucchi
44. Miss Soulac: Muriel Duchemin
45. Miss Savoie : Brigitte Barbin
46. Miss Tahiti : Thilda Fuller
47. Miss Val-de-Marne : Fabienne Lecher
48. Miss Val-d'Oise : Isabelle Moulin
49. Miss Vienne : Brigitte Moreau
50. Miss Guyane

## Jury
- Philippe Baudes
- Marylène Bergman, animatrice TV RTL
- Claude Berr, Président du Comité Miss Europe
- Lynn Berry
- Françoise Boulain, réalisatrice TV
- Chantal Bouvier de Lamotte, Miss France 72
- Elyane Chaubert, champagnes Lanson
- Mr Colombier, journaliste Le Quotidien de Paris
- Geneviève de Fontenay, Comité Miss France
- Jean-Dominique Fekete
- Mme Fekete
- Mr Ferdet
- Françoise Gaujour
- Mme Grojean, Addidas
- Claude Journo, éditeur
- Denis Joyeux, Conseiller de Paris
- Isabelle Krumacker, Miss France 73
- Jia Ladidi
- Mercedes Lintermans
- Mr Lintermans
- Pierre Loctin, Radio France
- Christiane Maublanc
- Max Micol, photographe presse
- Jean Nohain, animateur TV
- Plastic Bertrand, chanteur
- Sylvie Parera, Miss France 79
- Sophie Perin, Miss France 75
- Brigitte Raisner Konjovic, Miss France 78
- Hélène Rochard Miss Ok 79
- Thierry Roland, journaliste
- André Sabas, journaliste FR3
- Yvon Samuel, journaliste, France-Soir
- Jacques Vendroux, journaliste Radio France
- André Weil-Curiel, avocat

## Vote
1) Miss Jura et Miss Tahiti : 36 voix
3) Miss Réunion : 29 voix
4) Miss Côte d'Azur : 26 voix
5) Miss Languedoc : 25 voix
6) Miss Paris : 23 voix
7) Miss Guadeloupe : 20 voix
8) Miss Côte-d'Opale : 17 voix
9) Miss Élégance et Miss Littoral-Nord : 16 voix
11) Miss Roussillon : 14 voix
12) Miss Centre-Ouest : 13 voix
13) Miss Limousin : 12 voix
14) Miss Flandres 79 et Miss Flandres 80 : 11 voix
16) Miss Côte-de-Granit : 7 voix
17) Miss Grande-Motte, Miss Lorraine et Miss Martinique : 6 voix
20) Miss Alsace, Miss Argouat, Miss Artois, Miss Lille, Miss Savoie et Miss Seine-et Marne : 5 voix
26) Miss Anjou, Miss Léman et Miss Val-d'Oise : 4 voix
29) Miss Bourgogne, Miss Lorient, Miss Normandie, Miss Val-de-Marne et Miss Vienne : 3 voix
34) Miss Franche-Comté : 2 voix
35) Miss Bocage-Normand, Miss Champagne et Miss Soulac : 1 voix
après délibération du jury le classement est :

## Classement final
|  | Résultat                   |  | Candidate              | Région            |
|  | -------------------------- |  | ---------------------- | ----------------- |
|  | Miss France 1980           |  | Patricia Barzyk        | Miss Jura         |
|  | Miss France d'Outre-Mer 80 |  | Thilda Fuller          | Miss Tahiti       |
|  | 1re dauphine               |  | Florence Dourdou       | Miss Languedoc    |
|  | 2e dauphine                |  | Patricia Sismondini    | Miss Côte d'Azur  |
|  | 3e dauphine                |  | Mirose Hoarau          | Miss Réunion      |
|  | 4e dauphine                |  | Béatrice Burié         | Miss Paris        |
|  | 5e dauphine                |  | Lydia Billioti de Gage | Miss Guadeloupe   |
|  | 6e dauphine                |  | Catherine Dupuy        | Miss Côte d'Opale |

Prix :
- de la coiffure : Miss Pays-d'Ain
- de la costume folklorique : Miss Lorient
- du costume historique : Miss Flandres 79
- de l'élégance : Miss Élégance
- des mannequins : Miss Alsace
- de la photogénie : Miss Lille
- de la sympathie : Miss Lorraine